# تووکینه
تووکینه (به لهستانی:  Tołkiny) یک روستا در لهستان است که در گمینا کورشه واقع شده‌است.